# Jabăr, Timiș
Jabăr este un sat în comuna Boldur din județul Timiș, Banat, România.

## Localizare
Localitatea se situează în sud-estul județului Timiș, pe drumul comunal Ohaba-Forgaci - Lugoj, la o distanță de 4 km față de Ohaba-Forgaci și 8 km fața de Lugoj. Are ca vecini: la est municipiul Lugoj, la vest satul Ohaba-Forgaci, la sud satul Boldur (4.20 km) și la nord satul Coșteiu la 4 km.

## Istorie

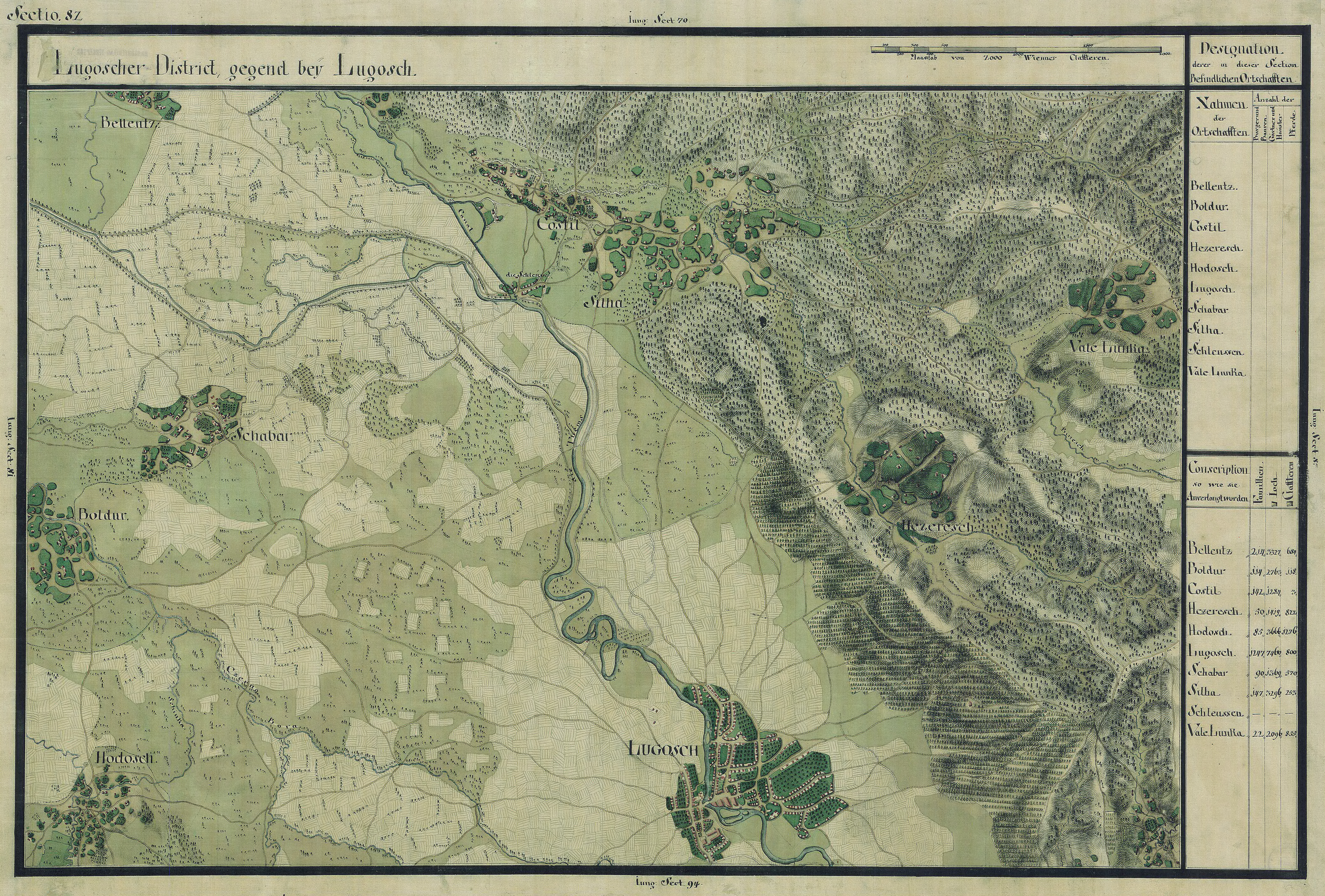
Jabăr în Harta Iosefină a Banatului, 1769-72

Prima atestare documentară este din 1597, atunci când Sigismund Bathory donează localitatea Sabat împreună cu alte localități familiei Besan. Pe la 1690-1700, în documentele istorice apare toponimul Sabar. Acesta ar însemna "broscan", deci "satul broscanilor". În 1717 numele satului este schimbat în Jabăr. Atunci aparținea de districtul Făget și avea 33 de case. Înainte de revoluția de la 1848, satul se afla în proprietatea familiei Milencovici, după stingerea căreia localitatea a fost scoasă la licitație.